# اینس وارد
اینس وارد (انگلیسی: Innes Ward) یا بخش دو یک بخش شهرداری در اتاوا، انتاریو، کانادا است.